# Creștinismul în Europa

Creștinismul în Europa

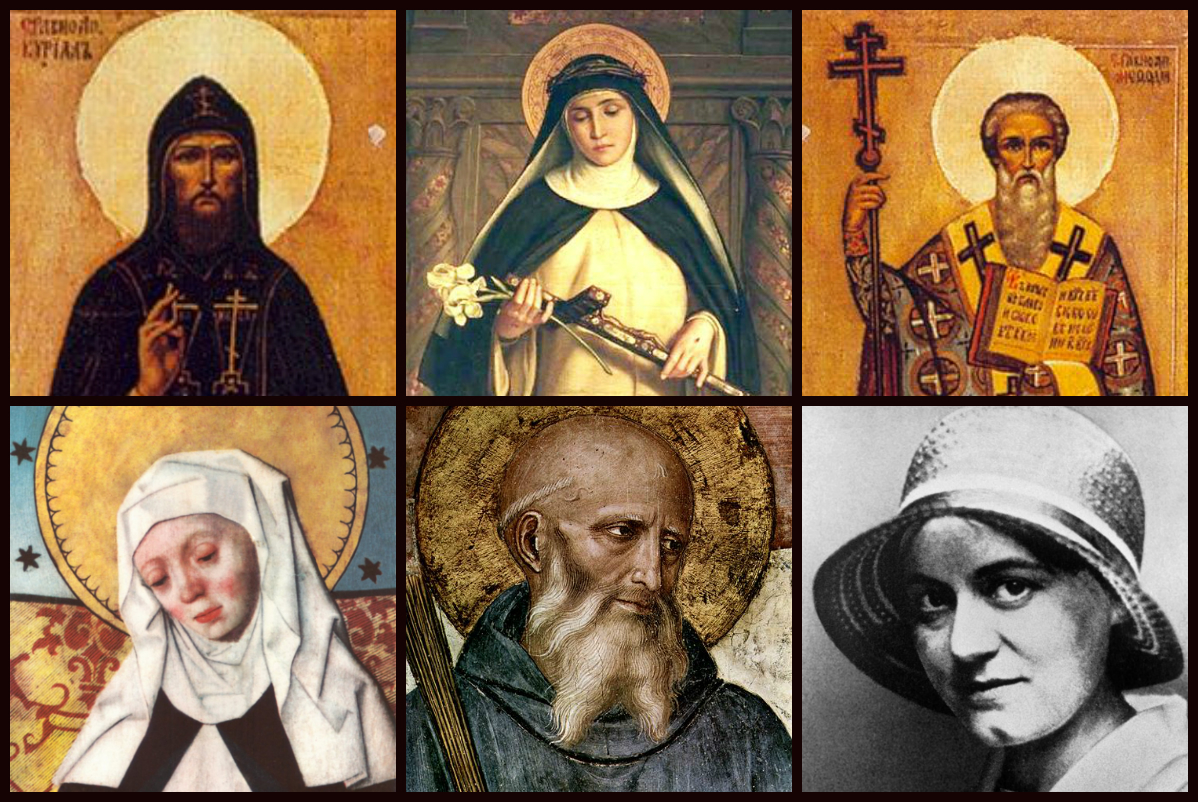
Sfinții patroni ai Europei: Chiril și Metodiu, Brigita a Suediei, Ecaterina de Siena, Sfântul Benedict și Edith Stein.

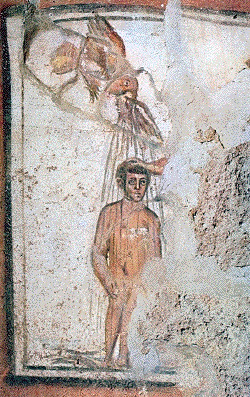
Reprezentarea unui botez în en (sec. al IV-lea)

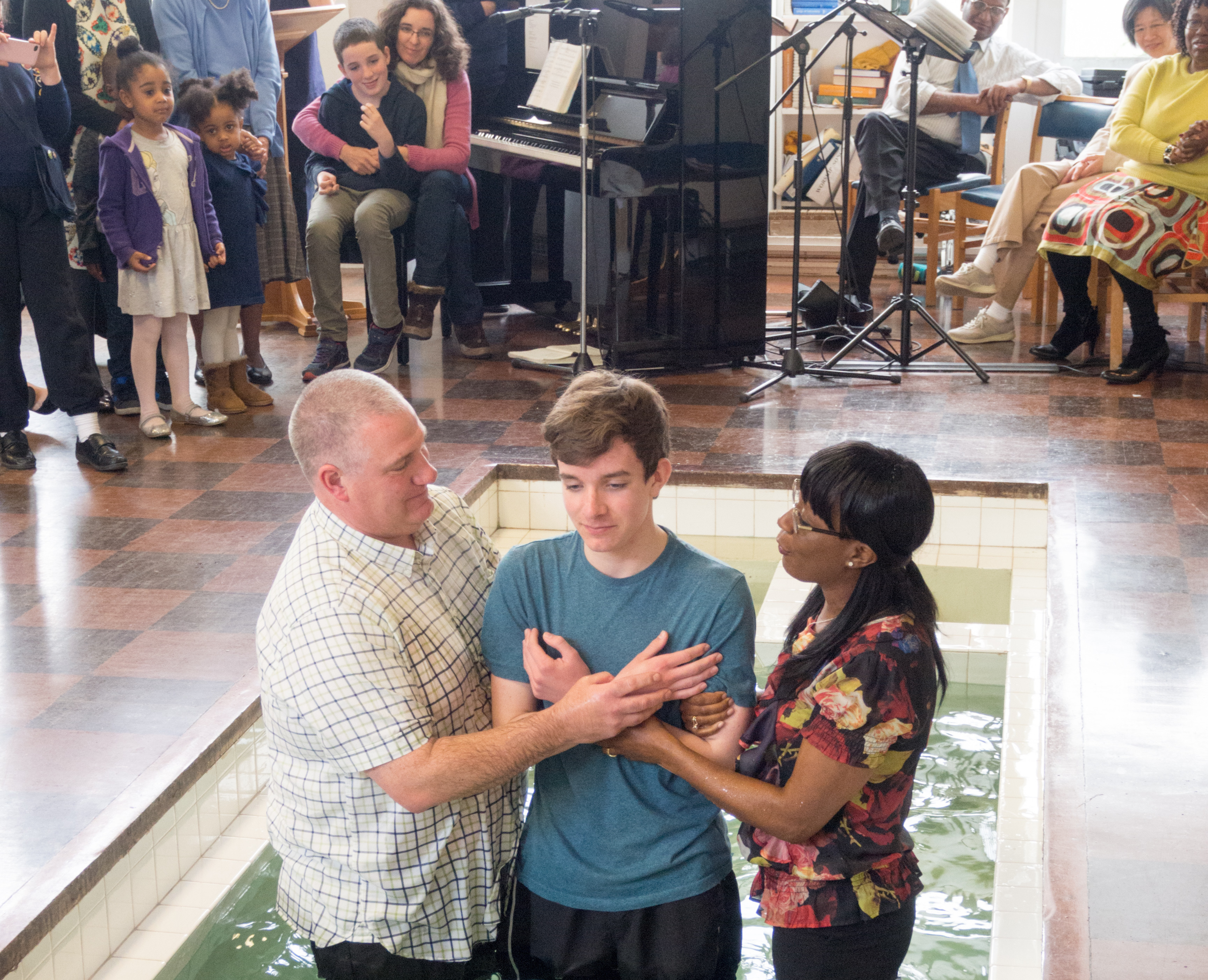
Botezul unui credincios baptist la Londra (2015)

Creștinismul este religia cea mai răspândită în Europa. În prezent peste 76% dintre europeni se consideră creștini. Catolicii sunt cel mai mare grup creștin de pe continent (reprezentând mai mult de 46% din creștinii europeni), al doilea grup ca mărime sunt ortodocșii, care înglobează 35% din creștinii Europei. După Reforma Protestantă începută în secolul al XVI-lea, 18% din creștinii europeni sunt parte a confesiunilor protestante. Confesiunile creștine neoprotestante (baptiști, adventiști, penticostali etc.) reprezintă 1% din populația creștină a continentului. După populație, Rusia este cea mai mare țară creștină din Europa, urmată de Germania și Italia.
În mare parte a istoriei sale, Europa a fost echivalentă cu cultura creștină, ea a fost forța dominantă în civilizația occidentală, motorul dezvoltării economiei, filozofiei, artei și științei.

## Istorie

### Antichitate
Primele comunități creștine s-au răspândit în bazinul mediteran, în sec. I, creștinismul primar a avut, la început, o fizionomie predominant urbană: centrele mai importante erau: Antiohia, Corint, Efes, Alexandria și Roma în Europa.
Această răspândire în aria geografică mediteraneană a favorizat posibilitatea transmiterii mesajului creștin atât în limba greacă, cât și în cea latină.
În primele trei secole ale erei creștine, în pofida apariției crizelor interne (pe teme doctrinare: gnosticismul, marcionismul, maniheismul, docetismul, nestorianismul, montanismul, pelagianismul ș.a.), crize care au dus la apariția unor Biserici cu caracter autonom, creștinismul a continuat răspândirea sa atât în Imperiul Roman, cât și în afara lui. Această răspândire n-a fost oprită nici măcar de persecuțiile dezlănțuite de unii împărați romani, motivate de refuzul creștinilor de a recunoaște divinizarea împăratului, deși proclamau fidelitatea lor față de legile civile (una din primele relatări în acest sens este cuprinsă în Martiriul Sfântului Policarp).
Începând cu „Edictul de la Milano” (313) al împăratului Constantin cel Mare (306-337), urmat de „Edictul de la Salonic” (380) al împăratului Teodosie (346-395), creștinismul a devenit o religie, mai întâi, tolerată, iar, mai apoi, constitutivă a Imperiului Roman.

### Evul Mediu

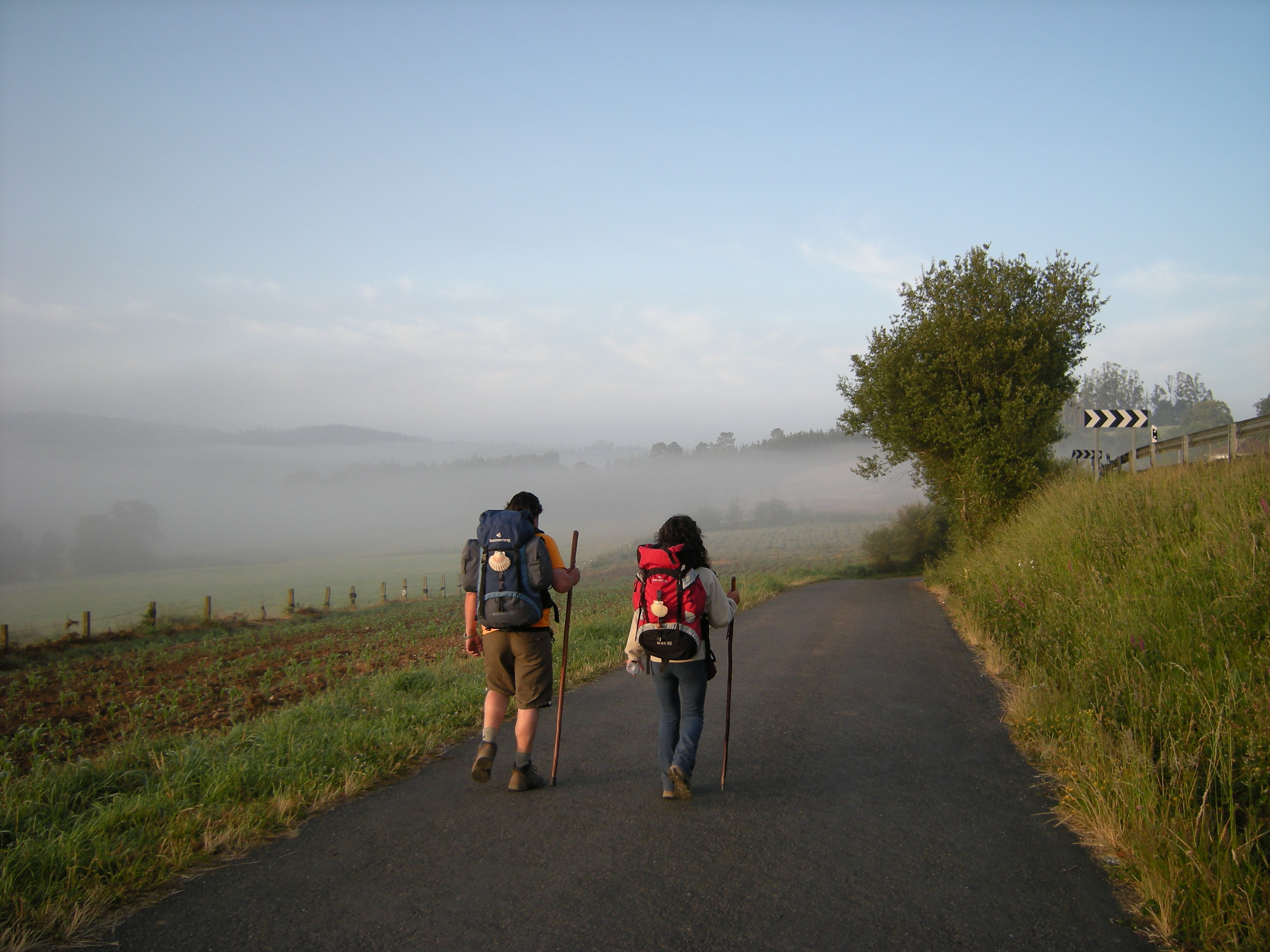
Pelerini pe Drumul Sfântului Iacob (2008)

Integrarea între creștinism și puterea imperială se întrerupe, în Occident, odată cu invaziile popoarelor barbare, însă a supraviețuit  în Imperiul Bizantin, în forme și conținuturi care denotau tendințele unei sacralizări crescânde a figurii împăratului, deținător al puterii politice și religioase.
Chiar și popoarele „barbare”, care au invadat Occidentul, erau deja creștine, dar în formă ariană. De aici efortul intens al Bisericii romane – care, în lipsa puterii provocată de căderea imperiului, progresa căpătând o crescută relevanță și civilă – pentru convertirea acestor popoare la ortodoxia trinitară.
În aceste împrejurări, creștinismul a luat în regatele romano-barbare, importanța politică. A sprijinit constituirea unor monarhii cu care a păstrat pentru foarte mult timp o strânsă legătură și, deci, un nou pol al dezvoltării creștinismului.
Pe fondul prelungitei căderi economice și politice produse de invaziile barbare, în Evul Mediu târziu, mănăstirile au devenit singurele centre de iradiere nu doar spirituală, dar și a tradiției culturale a Occidentului; au oferit structura economiei medievale încadrând populațiile în ferme agricole stabile și au contribuit la opera progresivă a defrișării și, apoi, a cultivării terenurilor agricole.
Mai importantă, însă, a fost schimbarea intervenită în secolul al VII-lea, în bazinul mediteranean, odată cu cucerirea arabă și cu islamizarea definitivă a nordului Africii. Astfel, cealaltă jumătate a Imperiului roman, deși va supraviețui încă o vreme, își va diminua și ea,substanțial,suprafața, populația și puterea economică, fapt care nu va face decât să faciliteze viitoarele pierderi produse de către creștinătatea orientală în fața islamului, pierderi care vor culmina, în 1453, cu desființarea Imperiului Bizantin, leagănul și protectorul ortodoxiei .
Diferitele dezvoltări istorice ale Imperiului Oriental (bizantin) și-ale celui Occidental (romano-barbar), cu trecerea timpului, au accelerat un proces de diferențiere tot mai mare între cele două comunități creștine. Aceste diferențieri atingeau atât aspecte doctrinare, cât mai ales formule liturgice și criterii disciplinare interne.
O atare tensiune se manifestase deja în criza iconoclastă din secolul al VIII-lea, provocată de refuzul cultului imaginilor sacre (icoanelor) din partea iconoclaștilor, și apoi în schisma survenită între papa Nicolae I și patriarhul Constantinopolului, Fotie (secolul al IX-lea).
Ruptura definitivă s-a produs în 1054, cu reciproca excomunicare a capilor celor două biserici: Roma și Constantinopol. Din acest moment creștinismul bizantin (cunoscut cu numele de ortodox) se va dezvolta accentuând caracterul său organizatoric conciliar și „autocefal” (autonomia deplină a fiecărei biserici naționale, etnice), însă într-un cadru doctrinar și liturgic comun (de exemplu: Biserica Ortodoxă Rusă etc).

### Epoca Modernă
Începând din secolul al XVI-lea, diviziunile creștinismului occidental s-au încrucișat cu confruntările politico-militare între statele naționale și imperiu, dând, astfel, o conotație aparte întregii istorii europene: „războaiele religioase” sau „Războiul de 30 de ani”. Aceste sângeroase confruntări s-au încheiat cu Pacea Westfalică (1648).
Revoluția franceză a combătut creștinismul, perceput drept fundament al Vechiului Regim. Bisericile și mănăstirile din Franța au fost naționalizate, numeroși credincioși, laici, clerici și călugărițe, fiind executați în contextul descreștinării.

### Secolul XX
La sfârșitul sec. al XIX-lea și în sec. al XX-lea creștinismul a trebuit să se confrunte, în primul rând, cu fenomenele provocate de marile schimbări ale revoluției industriale, cărora li s-au adăugat problemele anexe ale urbanizării și apariția societății de masă, ca și a introducerii noilor tehnologii de comunicare socială și de informare.
Relațiile diferitelor biserici locale cu statele declarate „laice” au devenit din ce în ce tot mai delicate și mai dificile. Dificil a fost și procesul de adaptare la democrațiile moderne.
Sistemele totalitare ale secolului al XX-lea, național-socialismul și comunismul sovietic, au combătut credința creștină prin toate mijloacele, inclusiv prin forță. În această confruntare s-au făcut remarcați reprezentanți ai creștinilor, care au fost ulterior beatificați sau canonizați ca sfinți martiri: Tihon al Moscovei, Titus Brandsma, Sára Salkaházi, Dietrich Bonhoeffer, Alexander Schmorell, Teodor Romja, Jerzy Popiełuszko etc.

## Galerie

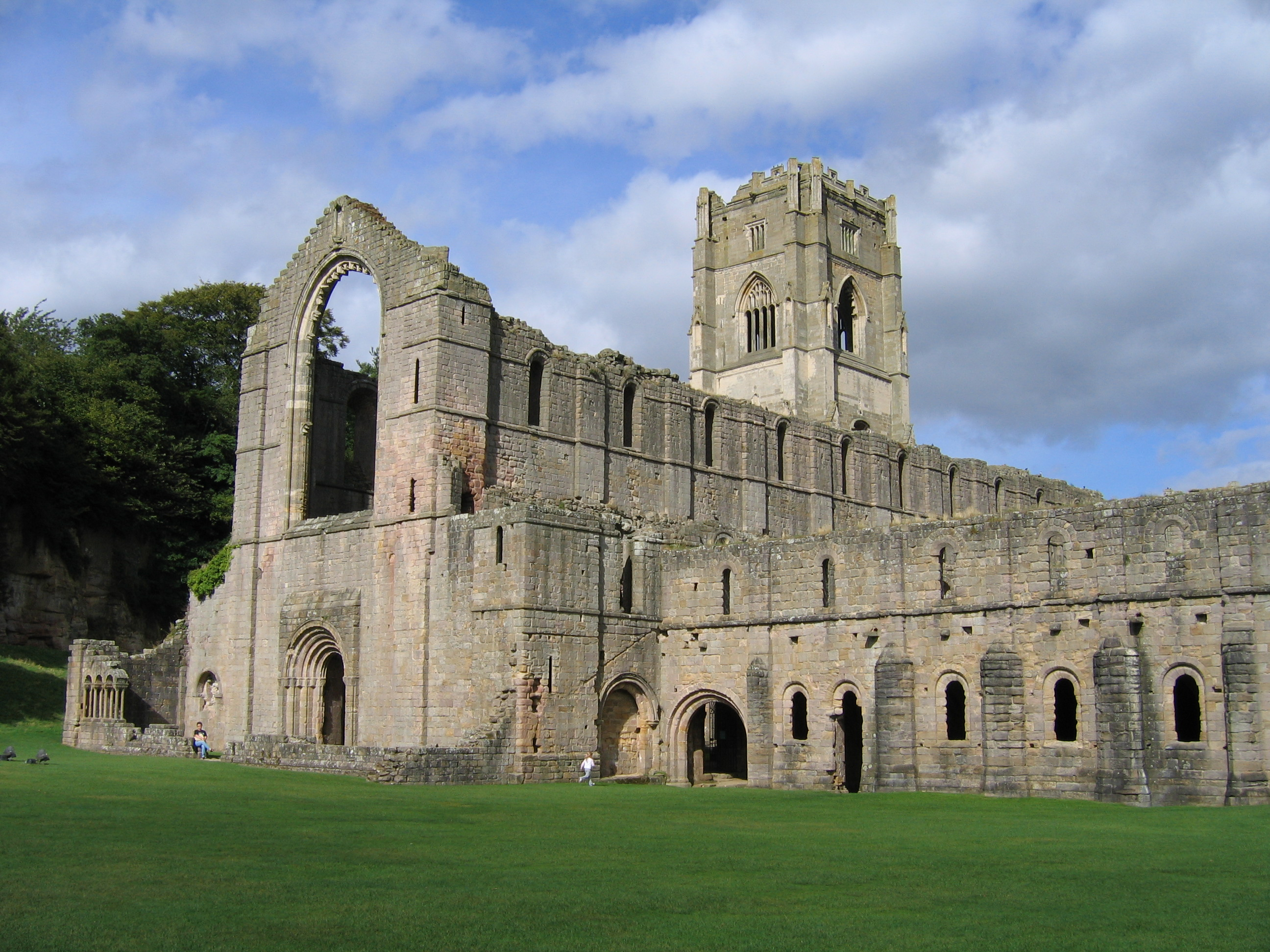
Fountains Abbey, Anglia
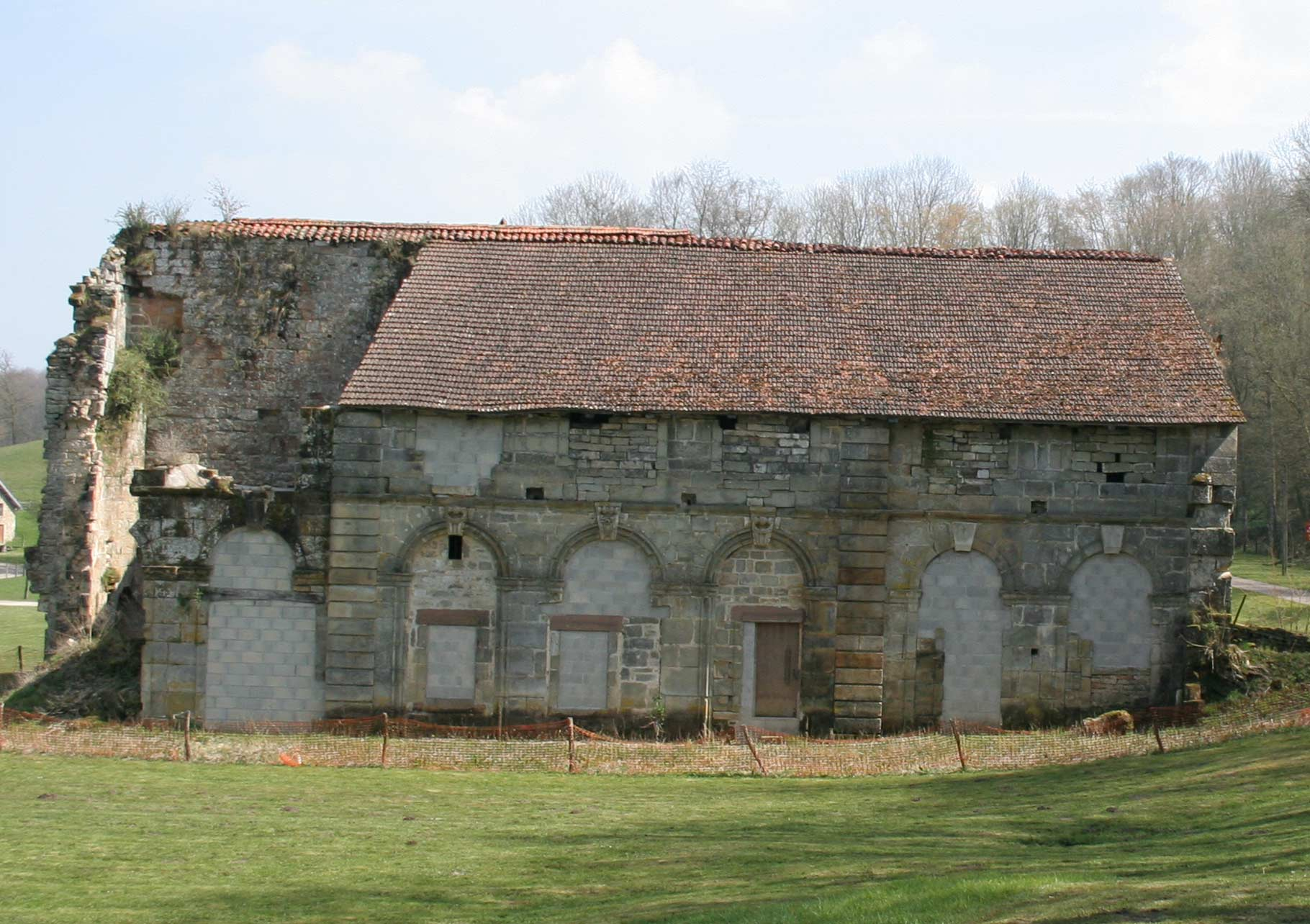
Ruinele Mănăstirii Morimond, Franța
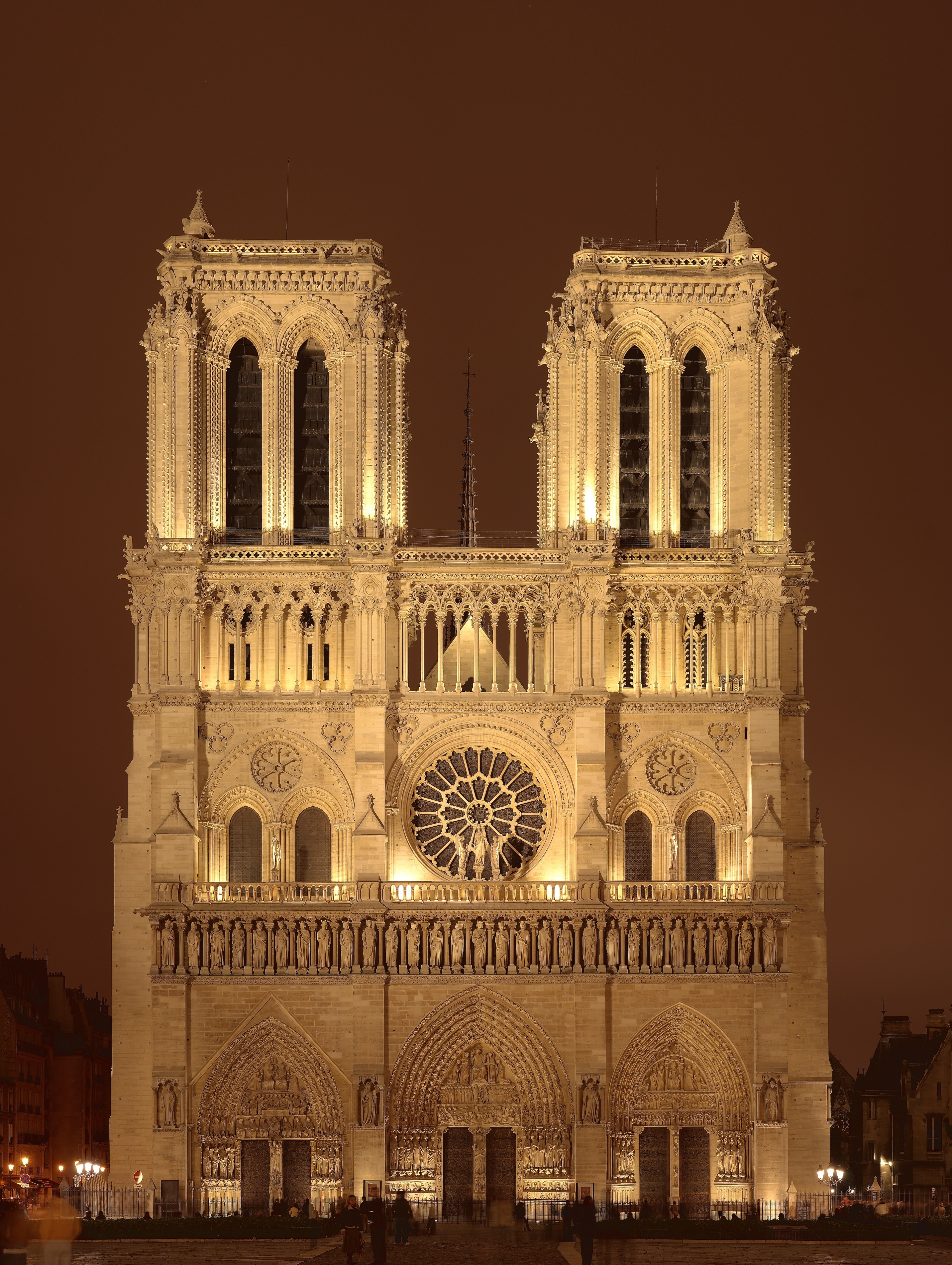
Notre-Dame de Paris, Franța
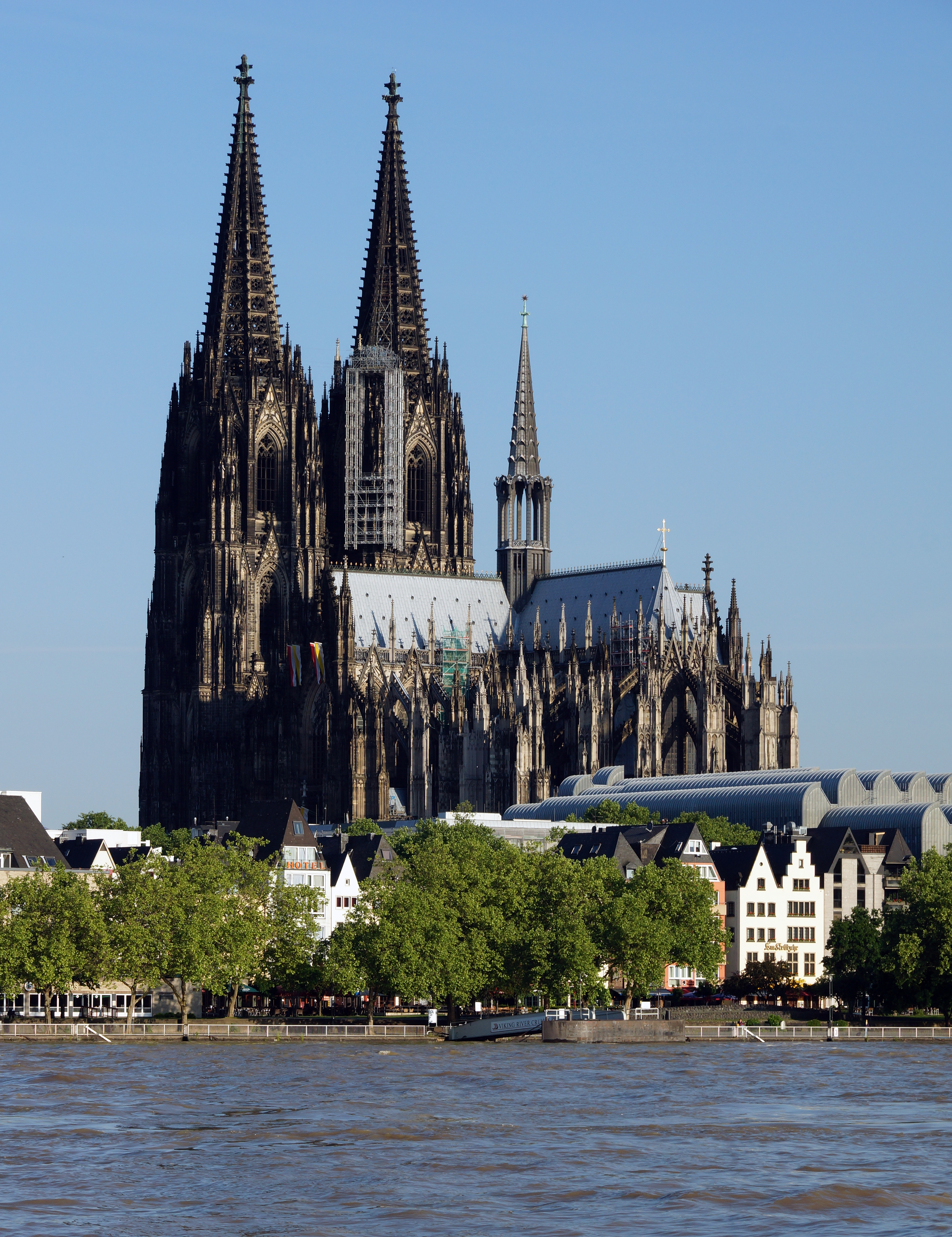
Domul din Köln, Germania
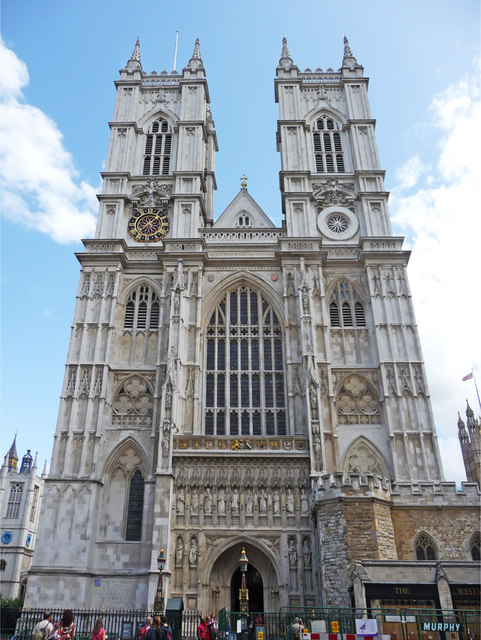
Abația Westminster, Marea Britanie
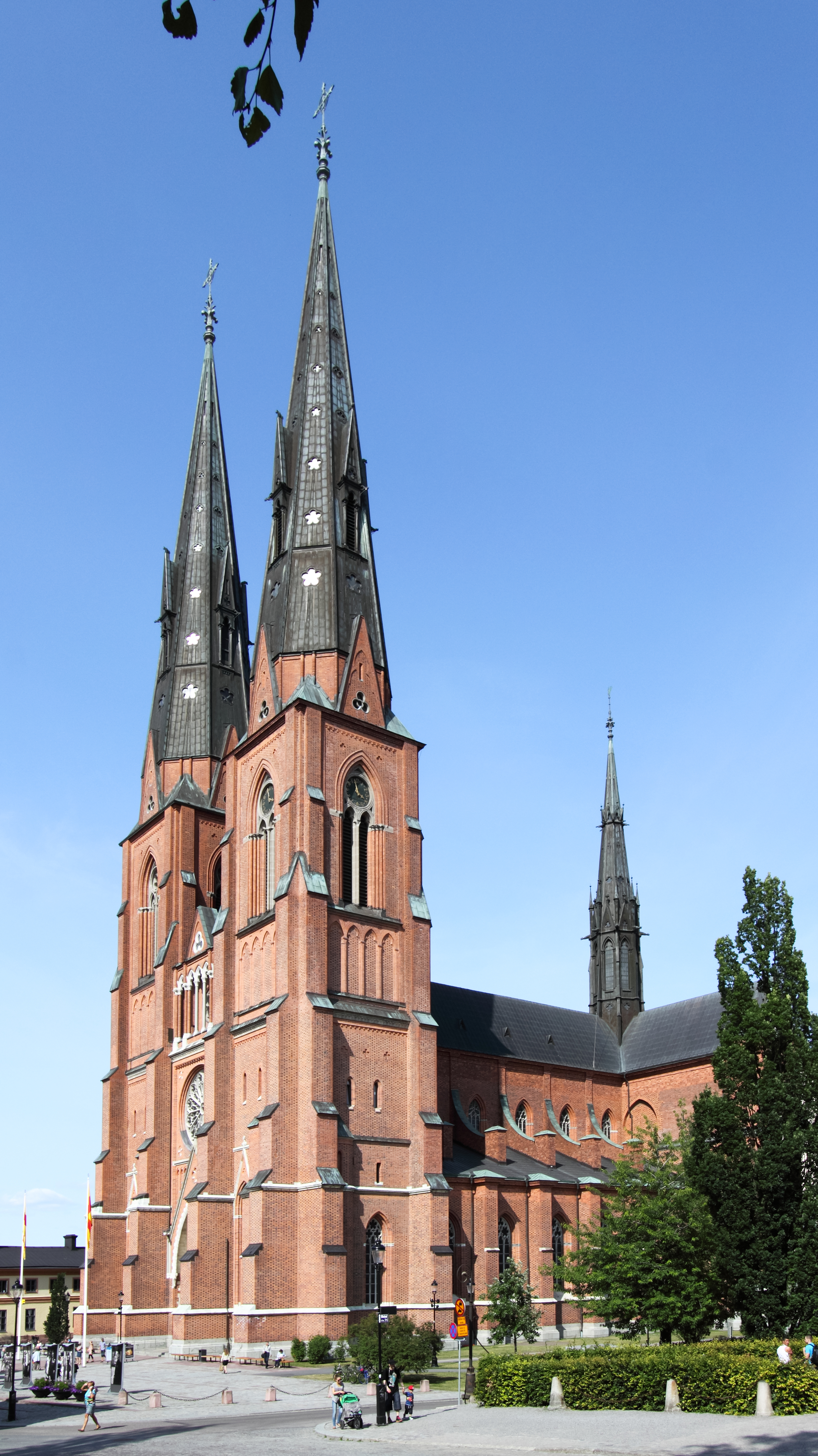
Catedrala din Uppsala, Suedia
Catedrala Sfânta Sofia din Constantinopol, Turcia
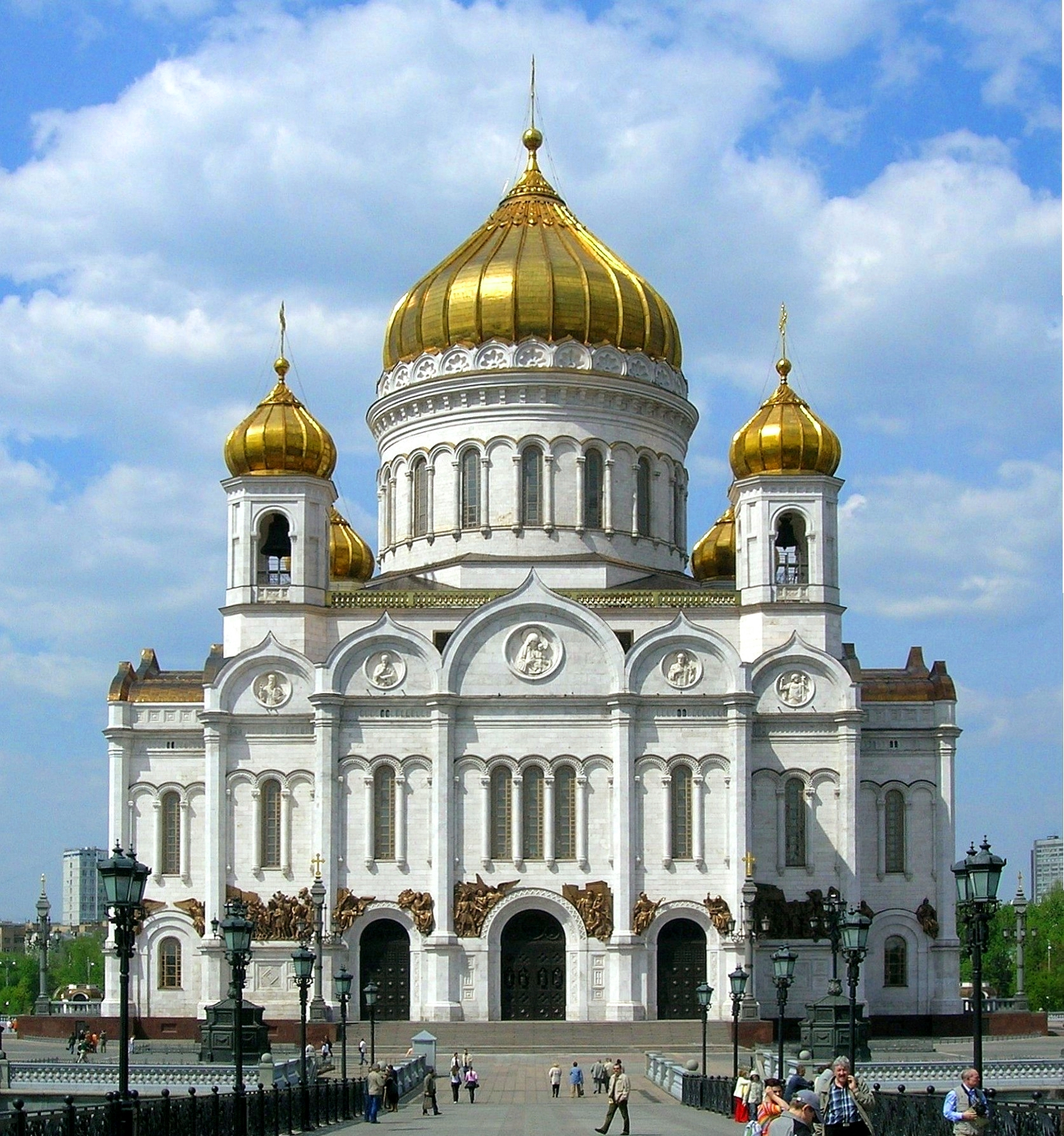
Catedrala Hristos Mântuitorul din Moscova, Rusia
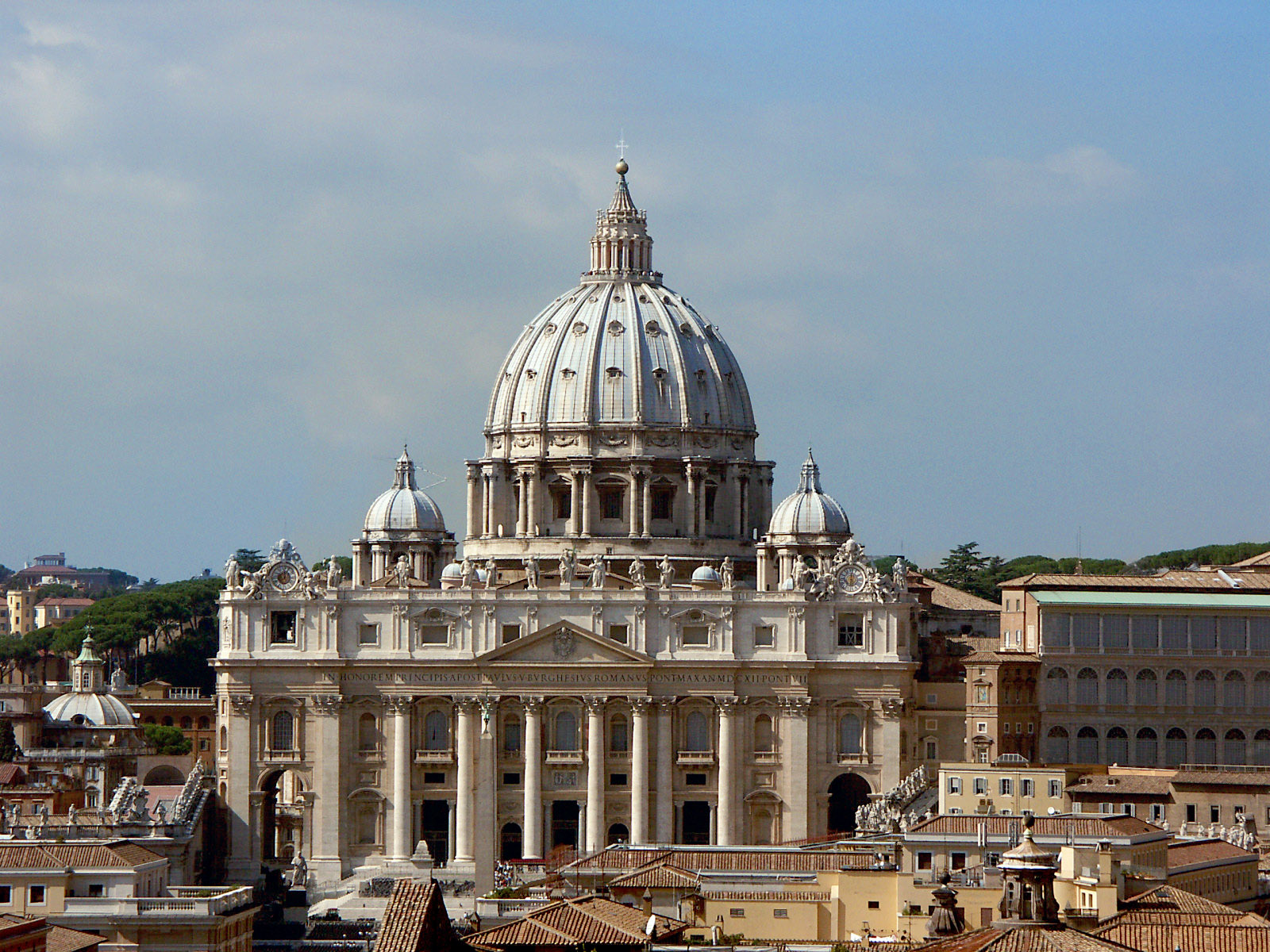
Bazilica Sfântul Petru din Roma, Vatican
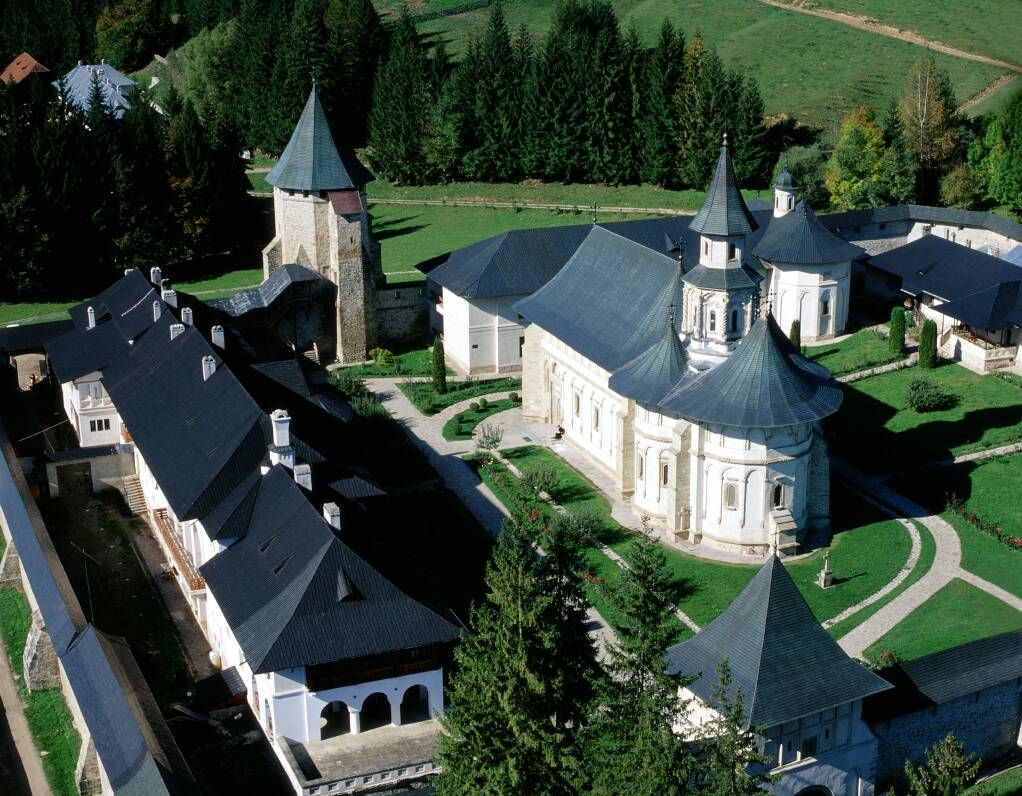
Mănăstirea Putna, România
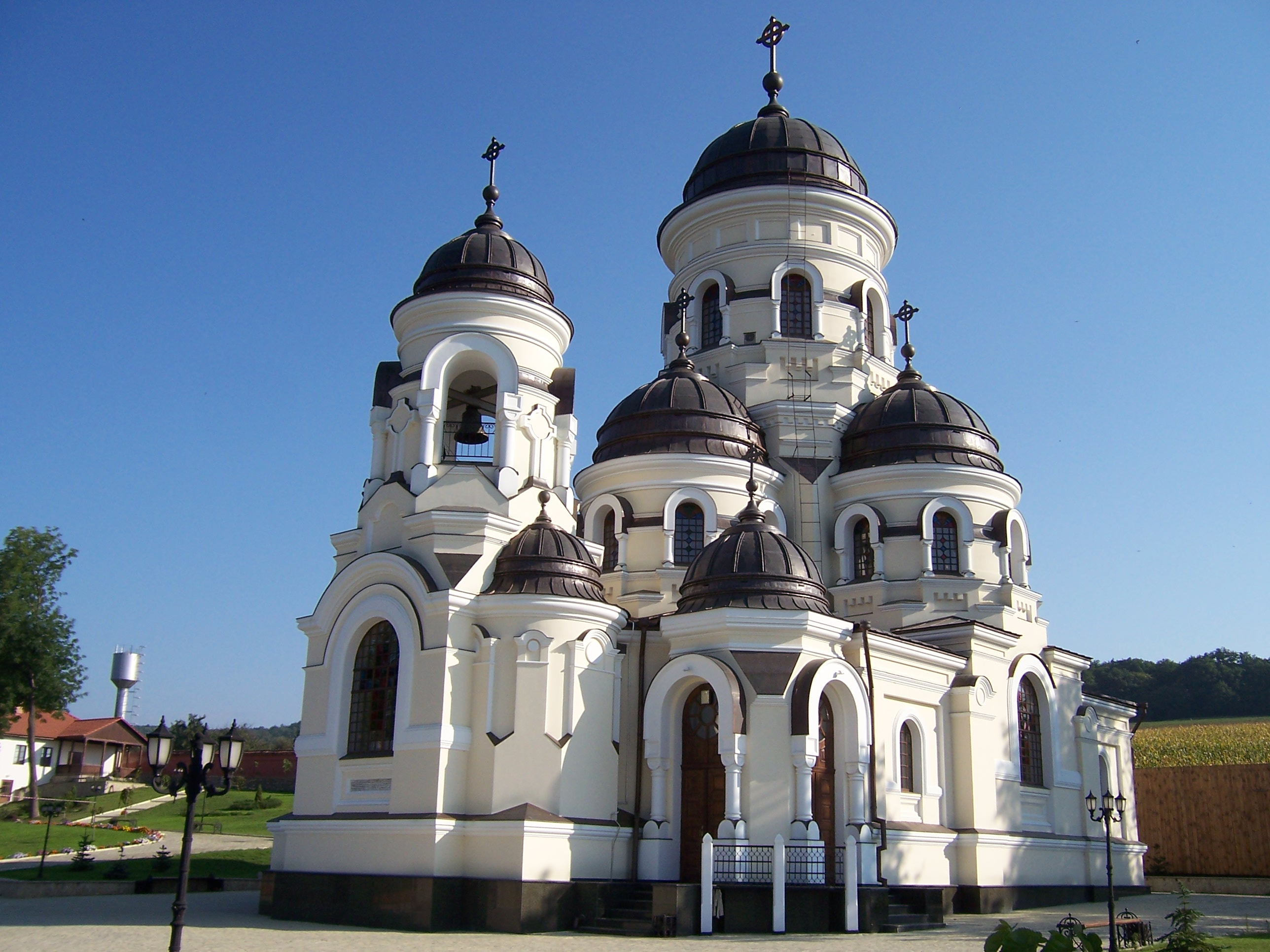
Mănăstirea Căpriana, Republica Moldova
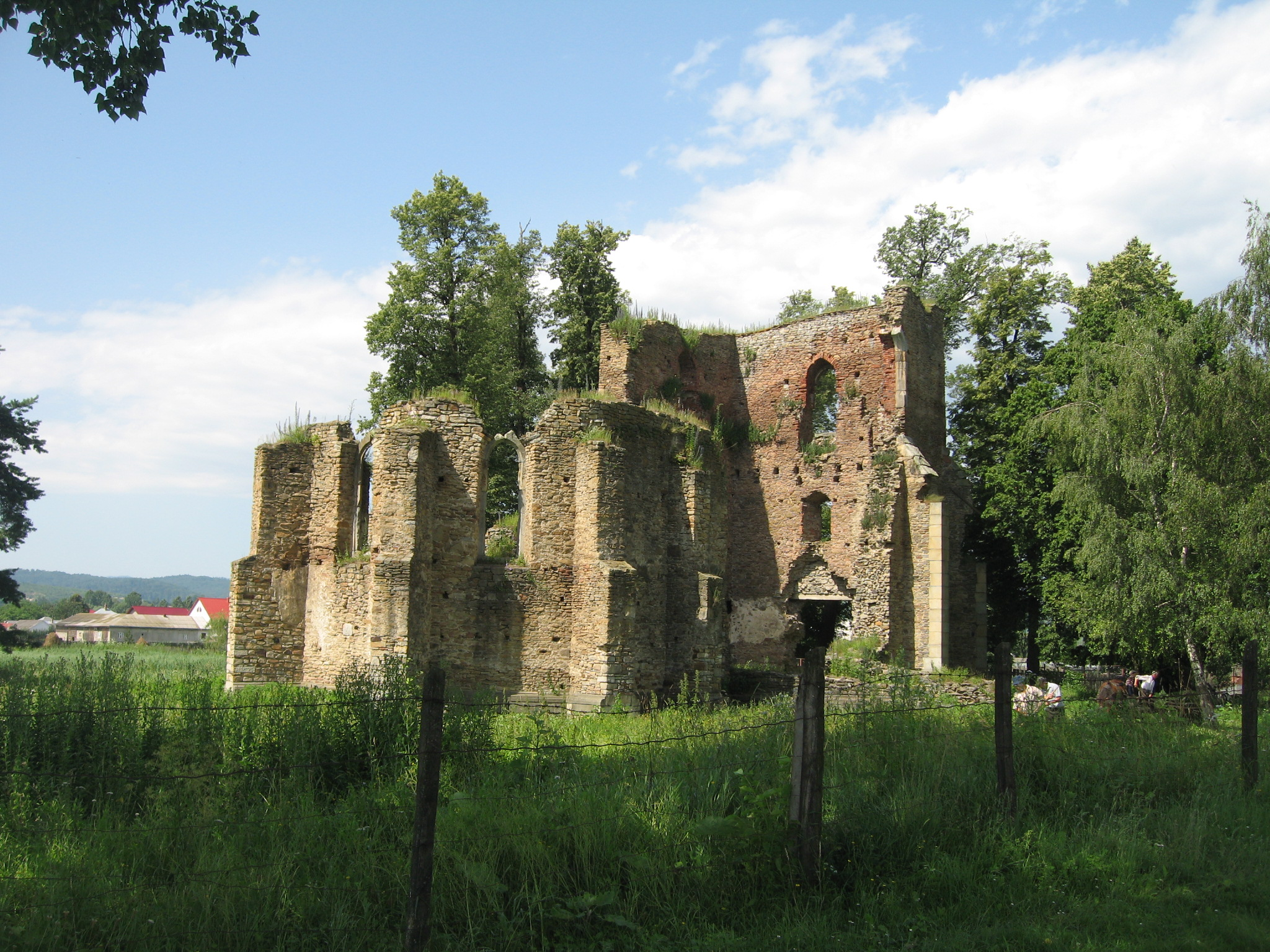
Ruinele Catedralei Catolice din Baia, România